# Reiner Bontius

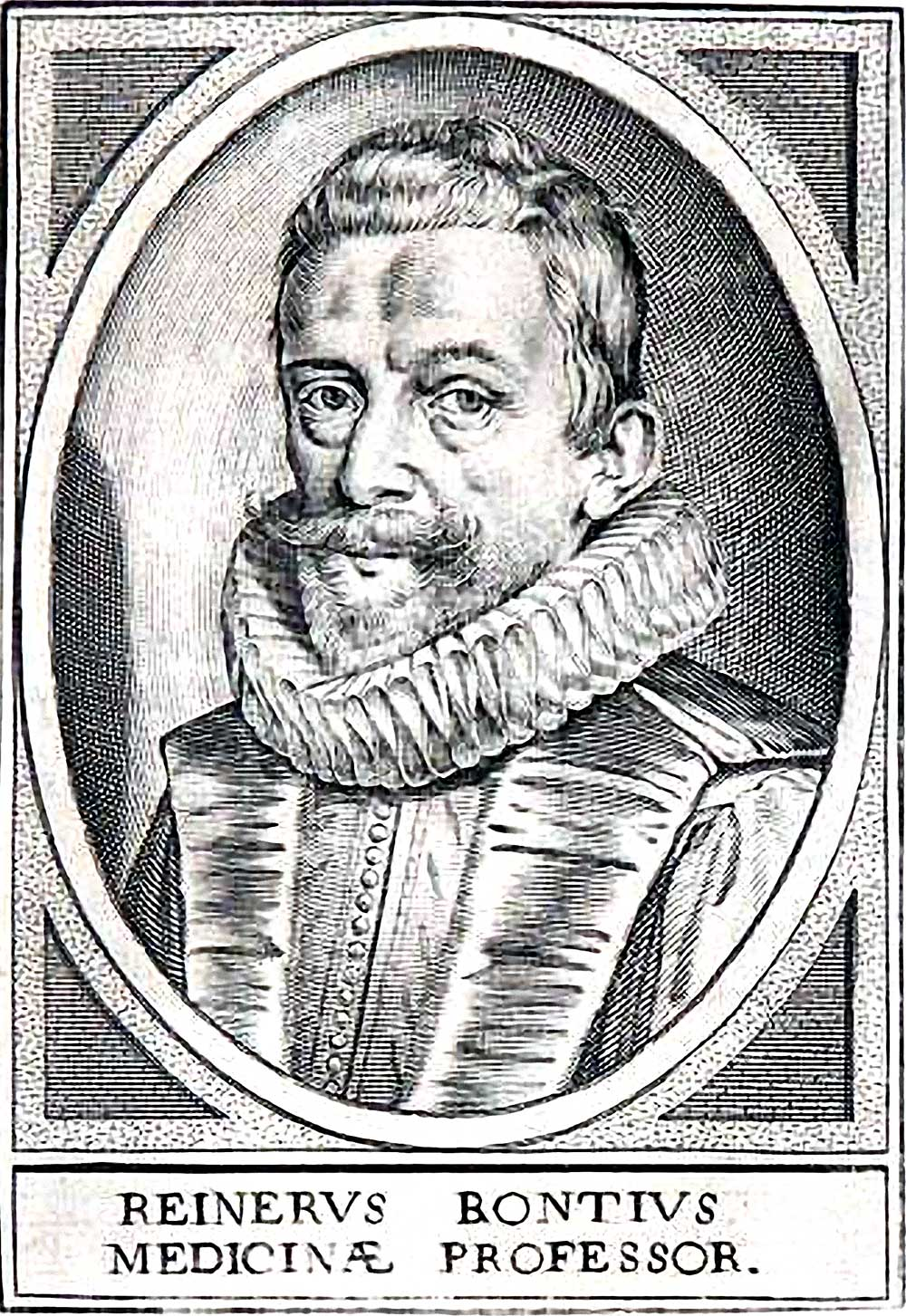
Reiner Bontius

Reinier Bontius (auch: Regnerus de Bondt; * 1576 in Leiden; † 23. Juni 1623 ebenda) war ein niederländischer Mediziner.

## Leben
Der zweitälteste Sohn des Gerard Bontius wurde bereits in jungen Jahren als Student der Literatur am 12. Februar 1590 an der Universität Leiden immatrikuliert. Hier hatte er besonders die Philosophie, die Mathematik und Astronomie unter Rudolph Snellius studiert. Auf Wunsch seines Vaters beschäftigte er sich bei demselben, Johannes Heurnius und Petrus Pavius mit den medizinischen Wissenschaften. Nachdem er am 28. August 1599 seine medizinische Abhandlung Theses de Pleuritide verteidigt hatte, wurde er am 16. August desselben Jahres zum Doktor der Medizin promoviert und erhielt am 11. Oktober des Jahres eine außerordentliche Professur der Philosophie an der Leidener Hochschule. Zudem erwarb er sich als Mediziner einiges Ansehen, so dass die Kuratoren der Leidener Hochschule beschlossen, ihn am 8. Februar 1606 zum außerordentlichen Professor der Medizin zu berufen.
1617 wurde er ordentlicher Professor der Medizin, und er wurde im Mai 1621 zum Leibarzt des Fürsten Moritz von Oranien ernannt, wobei der spätere Professor der Medizin Adrianus van Valckenburg (Adrianus Falcoburgius; 1581–1650) seine Vorlesungen fortsetzte. Zudem hatte er sich auch an den organisatorischen Aufgaben der Leidener Hochschule beteiligt und war von 1619 bis 1621 Rektor der Alma Mater. Medizinische Schriften hat er nicht hinterlassen. Jedoch hat er eine Beschreibung der Belagerung der Stadt Leiden vom 27. Mai bis zum 3. Oktober 1574 unter dem Titel Belegering en Ontzetting der stad Leyden, geschied in den jaare 1574. Beginnende den 27sten May, en eindigende den 3den October daaraanvolgende. Zeer levendig afgebeeld door Reynerius Bontius, Treur- bly-eindespel, vercierd met schoone Figuren, en al de vertoningen, zo voor, in, als na het spel herausgegeben, welche mehrere Auflagen erlebte. Seine letzte Ruhestätte fand er in der Leidener Peterskirche.